# Ахль аль-хадис
Ахль аль-хади́с (араб. أهل الحديث‎ — «приверженцы (люди) хадисов»), асха́б аль-хадис (أصحاب الحديث‎ — «сторонники хадисов») — представители одного из основных течений в раннем исламе, которые отвергали нововведения в решении религиозно-правовых вопросов, были наиболее консервативными сторонниками традиционализма и призывали руководствоваться только Кораном и сунной пророка Мухаммеда. Испытав влияние иракской школы богословия (то есть асхаб ар-рай), ахль аль-хадис признали в качестве источников мусульманского права иджму и кияс.

## История
Первоначально ахль аль-хадис были представителями мединской школы, окончательно оформившиеся в VIII веке. Эта правовая школа называлась «хиджазской». Так как между мусульманами существовали разногласия по поводу использования сборников хадисов и их качества, «сторонники традиции определили всех, кто противостоял их точке зрения, термином калам», то есть толкование религиозно-правовых вопросов на основе разума, рассуждений и логики (асхаб ар-рай). Ахль аль-хадис настаивали на том, что только сунна Пророка даёт ответы на вопросы, которые не разъяснены в Коране. Представители этого течения проявляли особый интерес к собиранию и изучению хадисов.
Из четырёх канонических правовых школ (мазхабов), только ханбалиты следовали строгой позиции ахль аль-хадис. Под влиянием запросов и требований развивавшегося общества ахль аль-хадис впоследствии смягчили свою позицию и признали источниками мусульманского права иджму и кияс, не допуская при этом их широкого использования и ограничивая умозрительный метод в толковании Корана.